# Спутниковый Интернет
Спу́тниковый Интерне́т — способ обеспечения доступа к сети Интернет с использованием технологий спутниковой связи.
Изначально для доступа в Интернет использовались только геостационарные спутники, размещенные на высоких орбитах, на удалении приблизительно 35 тысяч километров от поверхности Земли. Это вызывает большую задержку дохождения сигнала, которая может достигать нескольких секунд. Для преодоления этой проблемы новые проекты (Starlink OneWeb Бюро 1440) предполагают использование спутников на низких и средних орбитах. Благодаря использованию специальным образом настроенных антенн исчезает необходимость в нацеливании на конкретный спутник и модем на Земле переключается с одного пролетающего над головой пользователя космического аппарата на другой автоматически.

## Варианты обеспечения доступа
Существует два способа обмена данными через спутник:
- односторонний (one-way), иногда называемый также «асимметричным» — когда для приёма данных используется спутниковый канал, а для передачи — доступные наземные каналы.
- двухсторонний (two-way), иногда называемый также «симметричным» — когда и для приёма, и для передачи используются спутниковые каналы.

## Двухсторонний спутниковый Интернет

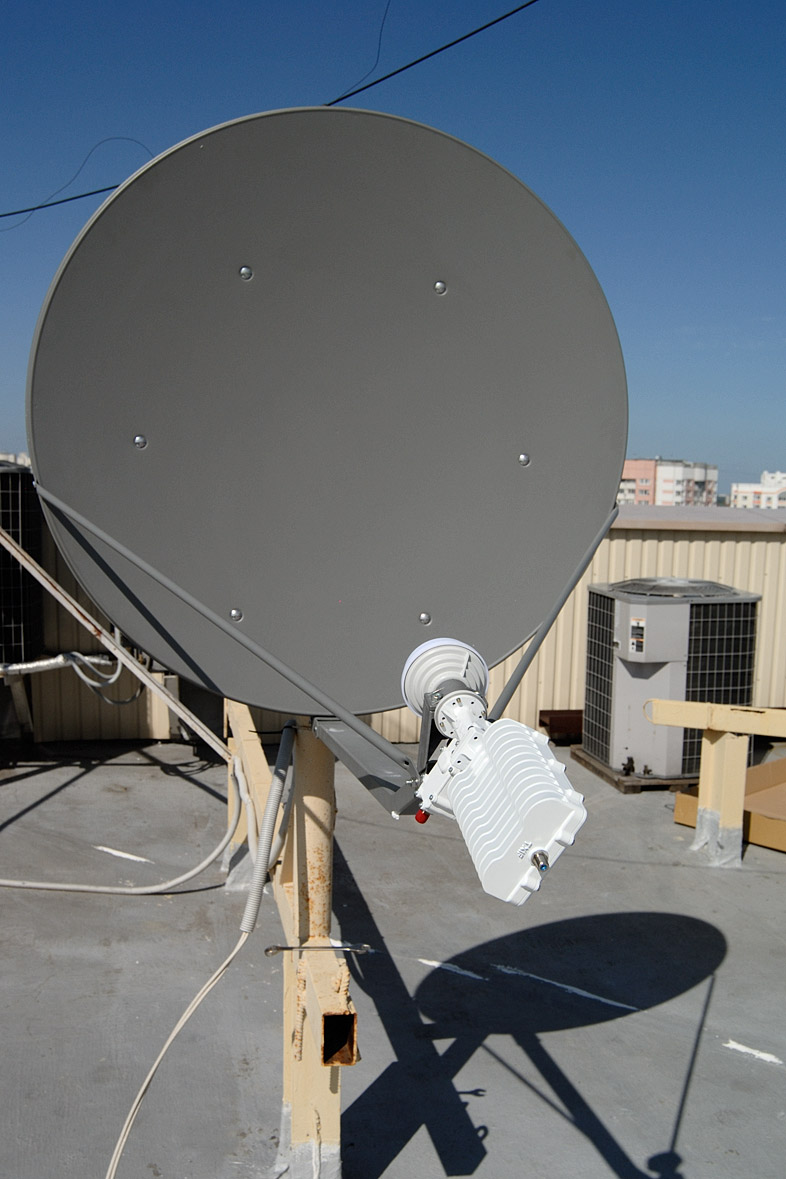
Антенна двустороннего спутникового Интернета диаметром 0,9 м, Ku-диапазон

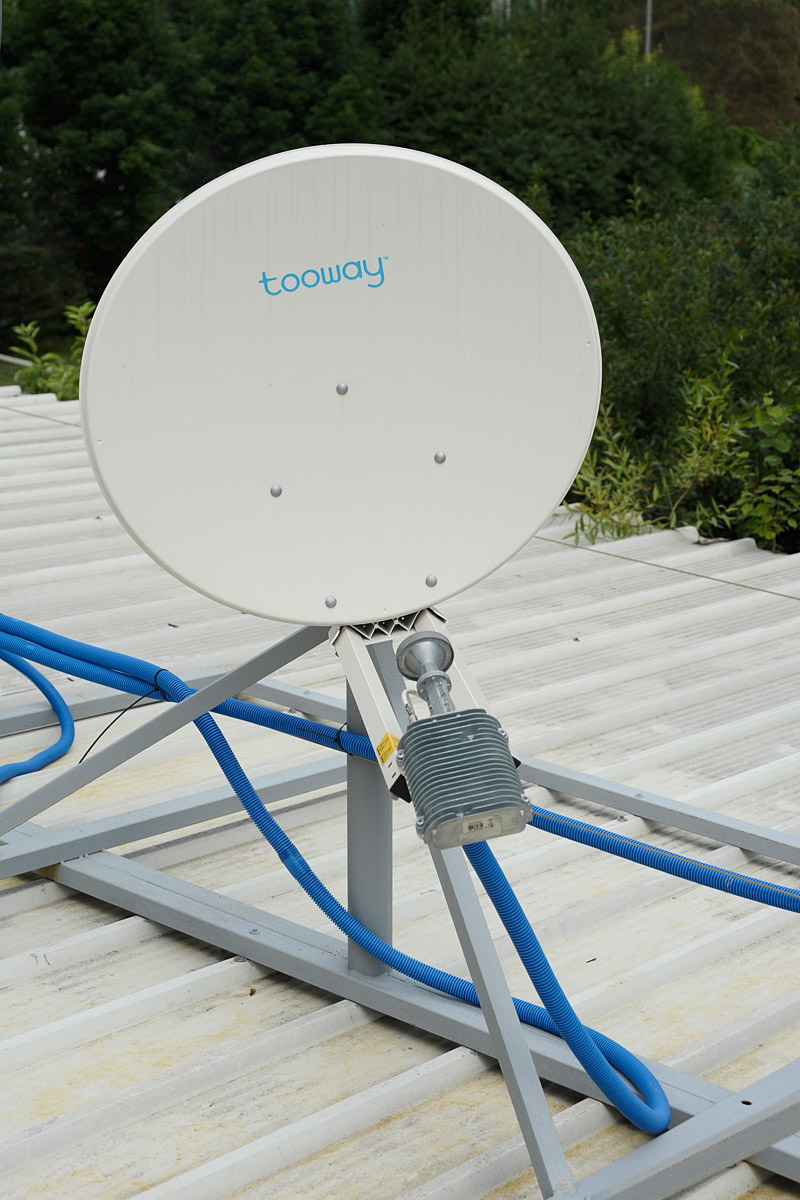
Антенна двустороннего спутникового Интернета для Ka-диапазона

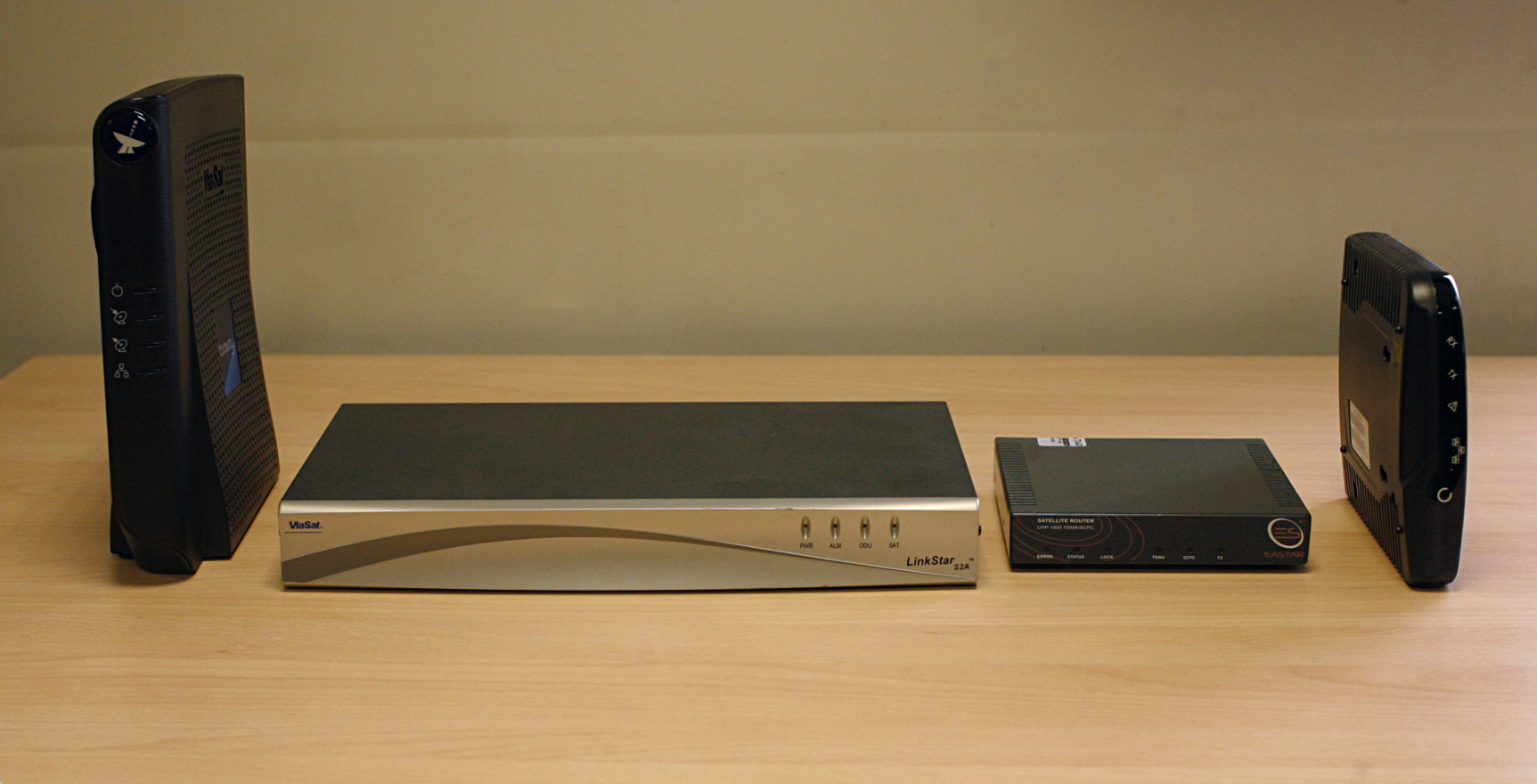
Спутниковые модемы, слева направо: Viasat SurfBeam 2 (Ka-Sat tooway), Viasat Linkstar, Истар UHP-1000, Newtec MDM2200

Наиболее широкое распространение получили VSAT-технологии.
Двухсторонний спутниковый Интернет подразумевает приём данных со спутника и отправку их обратно также через спутник. Этот способ является очень качественным, так как позволяет достигать больших скоростей при передаче и отправке, но он является достаточно дорогим и требует получения разрешения на радиопередающее оборудование (впрочем, последнее провайдер часто берёт на себя).
Высокая стоимость двустороннего интернета оказывается полностью оправданной за счёт в первую очередь намного более надёжной связи. В отличие от одностороннего доступа, двусторонний спутниковый интернет не нуждается ни в каких дополнительных ресурсах, кроме электропитания.
Особенностью «двустороннего» спутникового доступа в Интернет является достаточно большая задержка на канале связи. Пока сигнал дойдёт от абонента до спутника и от спутника до центральной станции спутниковой связи (хаба) — пройдёт около 250 мс. Столько же нужно на путешествие обратно. Плюс неизбежные задержки сигнала на обработке и на то, чтобы пройти «по Интернету». В результате время пинга на двустороннем спутниковом канале составляет около 600 мс и более. Это накладывает некоторую специфику на работу приложений через спутниковый Интернет. Особенно это относится к сетевым играм в реальном времени и IP-телефонии.
Ещё одна особенность состоит в том, что оборудование различных производителей практически несовместимо друг с другом. То есть, если вы выбрали одного оператора, работающего на определённом типе оборудования, то перейти вы сможете только к оператору, использующему такое же оборудование. Попытка реализовать совместимость оборудования различных производителей (стандарт DVB-RCS) была поддержана очень небольшим количеством компаний, и на сегодня является скорее ещё одной из «частных» технологий, чем общепринятым стандартом.

### Оборудование для двухстороннего спутникового Интернета
- Приёмопередающая антенна — существенно отличается от «приёмных» спутниковых антенн прежде всего требованиями к точности изготовления, механической прочности и способности выдерживать установку достаточно тяжёлого облучателя и высокочастотного блока, поэтому она заметно тяжелее и дороже. Чаще всего используется Ku-диапазон, для которого традиционно требуются антенны диаметром 1,2 — 1,8 метра, в последнее время стали доступны сервисы с антеннами 0,8 — 0,9 метра (размер определяется требованиями не только к приёму, но и к передаче). Также в последние годы для оказания услуги стал доступен Ka-диапазон, где используются антенны меньшего диаметра (около 0,7 — 0,8 метра).
- Высокочастотное оборудование — передающий блок BUC (block-up converter) и приёмный блок LNB (low-noise block) устанавливается на облучателе антенны. В России мощность используемого передатчика (BUC) ограничивается 2 ваттами, в противном случае процедура получения разрешения резко усложняется и удорожается. Как правило BUC и LNB являются универсальными, то есть не привязанными к спутниковому терминалу. Однако, некоторые производители, например Hughes и Newtec, используют свои BUC и LNB, не совместимые с оборудованием других производителей.
- Спутниковый терминал (модем) — основное устройство «двустороннего» спутникового доступа. Обеспечивает приём и передачу спутникового сигнала, взаимодействие с центральным узлом оператора спутникового Интернета и передачу трафика в локальную сеть пользователя. Как правило, для подключения пользователя используется интерфейс Ethernet 10/100Base-T. К терминалу может быть подключен как один компьютер, так и целая локальная сеть, для которой будет осуществляться доступ к спутниковому интернету.

### Используемые диапазоны частот
Услуги массового двустороннего доступа в Интернет в C-диапазоне физическим лицам практически не оказываются, поскольку для работы абонентам требуются антенны сравнительно большого размера и мощные передатчики. В этом диапазоне организуются в основном магистральные каналы и корпоративные сети передачи данных.
Традиционно услуги двустороннего доступа в Интернет предоставляются в Ku-диапазоне, обладающем следующими преимуществами:
- зона покрытия достаточно широка, и одна центральная станция может обслуживать большие территории,
- могут использоваться антенны сравнительно небольших размеров (типичные значения 1,2 — 1,8 метра, а с появлением новых спутников с хорошей энергетикой, таких как Ямал-300К, Ямал-402, Экспресс-АМ5 возможна работа и с антеннами диаметром 0,8 — 1,0 метра)
- используются компактные и массовые, а значит и сравнительно недорогие передатчики мощностью до 2 Вт (в некоторых сетях — даже меньше 1 Вт).

С 2011 года для двустороннего спутникового доступа стал активно использоваться Ka-диапазон на специально для этого спроектированных и построенных спутниках с так называемыми «зоновыми лучами» — Ka-Sat, Viasat-1, Jupiter (Echostar-17). Система «зоновых лучей» вместе со специально построенной для неё наземной инфраструктурой позволяет повысить энергетику в каждом луче и многократно переиспользовать доступный диапазон частот, что многократно повышает суммарную пропускную способность спутниковой сети. В России в настоящее время доступны услуги в Ka-диапазоне со спутника Ka-Sat, лучи которого захватывает часть европейской территории России. Со стандартной антенной 0,75 метра в Ка-диапазоне доступны скорости до 3 Мбит/с на передачу и 6 Мбит/с на приём, технически возможны и более высокие скорости. Ограничением для развития сетей Ka-диапазона является узкая зона покрытия. Дальнейшее развитие спутникового интернета в Ka-диапазоне ожидается в 2014 году, после запуска спутников Экспресс-АМ5 и Экспресс-АМ6, но характеристики требуемого абонентского оборудования и условия сервиса на этих спутниках пока неизвестны.

### Преимущества и недостатки двустороннего спутникового Интернета
Основное преимущество двустороннего спутникового Интернета — полная независимость от наличия местных «наземных» Интернет-провайдеров. Всё, что требуется для работы — это место для установки антенны, прямая видимость на спутник и источник электропитания.
Второе немаловажное преимущество — простота абонентского подключения. Спутниковый терминал (модем) имеет порт Ethernet (10/100BaseT), который фактически является для абонента портом провайдера. К этому порту может быть подключён компьютер, домашний маршрутизатор, точка доступа Wi-Fi и т. п. Настройки со стороны пользователя при этом минимальны и ничем не отличаются от любого другого подключения по локальной сети.
К недостаткам двустороннего доступа следует отнести сравнительно высокую цену оборудования, хотя в последнее время наблюдается тенденция к её снижению. Стоимость типичного абонентского комплекта по состоянию на 2013 год составляет 14-25 тыс. руб (в зависимости от провайдера и сети), что сравнимо со стоимостью, например, смартфона или планшета. Также оборудование двустороннего доступа достаточно громоздко из-за размеров антенн, что усложняет его доставку до конечного потребителя. Снижение стоимости оборудования и доставки за счёт уменьшения размеров антенн и мощности (а значит и массо-габаритных показателей) передатчика не всегда оправдано, так как приводит к снижению энергетики абонентской станции, и, в конечном итоге, к уменьшению надёжности связи и скорости передачи данных — в первую очередь в направлении «от абонента».
Как и любое другое спутниковое оборудование, оборудование двустороннего спутникового Интернета требует определённой квалификации при его установке и наведении на спутник. Хотя современное оборудование и включает средства, облегчающие наведение — специальный WEB-интерфейс спутникового модема, точно отображающий сигнал, вспомогательные средства наведения по звуковому сигналу или специальному индикатору.
Особенностью двустороннего спутникового интернета являются спутниковые задержки, которые физически не могут быть менее 480 мс; нормальные значения задержки находятся в диапазоне 600—800 мс (зависит от взаимного расположения «центральной станция — спутник» и «спутник — абонентская станция». Причина накопления задержек в следующем. Спутник находится на геостационарной орбите, расстояние от станции до спутника примерно 40000 км, сигнал проходит 4 участка такой длины, то есть примерно 160 тысяч километров, скорость распространения сигнала равна скорости света 300 тысяч километров в секунду), поэтому работа в критичных к данному параметру приложений (например, некоторых компьютерных игр) практически невозможна, но не мешает нормальной работе веб-сёрфинга и аудио-видео-звонков либо конференций и т. д.

## Односторонний спутниковый Интернет
Односторонний спутниковый Интернет подразумевает наличие у пользователя какого-нибудь существующего способа подключения к Интернету. Как правило, это медленный и/или дорогой канал (GPRS/EDGE, ADSL-подключение там, где услуги доступа в Интернет развиты плохо и ограничены по скорости и т. п.). Через этот канал передаются только запросы в Интернет. Эти запросы поступают на узел оператора (провайдера) одностороннего спутникового доступа (используются различные технологии VPN-подключения или проксирования трафика), а данные, полученные в ответ на эти запросы, передаются пользователю через широкополосный спутниковый канал. Поскольку большинство пользователей в основном получает данные из Интернета, то такая технология позволяет получить более скоростной и дешёвый трафик, чем медленные и дорогие наземные подключения. Объём же исходящего трафика по наземному каналу (а значит, и затраты на него) становится достаточно скромным (для обычного пользователя, не использующего торрент-трекеры, соотношение объёма исходящего/входящего трафика составляет примерно от 1/10 при веб-сёрфинге до 1/100 и более при загрузке файлов).
Естественно, использовать односторонний спутниковый Интернет имеет смысл тогда, когда доступные наземные каналы слишком дорогие и/или медленные. При наличии недорогого и быстрого «наземного» Интернета использовать спутниковый Интернет имеет смысл как резервный вариант подключения, на случай пропадания или плохой работы «наземного».
Задержки при использовании одностороннего доступа определяются как временем передачи сигнала через спутник (от оператора до абонента — порядка 250 мс), так и задержками в «наземном» (запросном) канале, и при большой загрузке сети провайдера услуг могут варьироваться в очень широких пределах (вплоть до секунд).

### Оборудование для одностороннего спутникового Интернета
- Спутниковая плата (DVB-карта) для приёма сигнала в стандарте DVB-S или DVB-S2 . Может быть с интерфейсом PCI, PCI-E или USB, выбор зависит от того, что вам удобнее подключать к компьютеру. Лучше использовать платы с поддержкой DVB-S2, поскольку всё больше операторов переходят на этот стандарт;
- Спутниковая антенна («тарелка») — такая же, как для приёма спутникового ТВ; как правило, достаточно антенны диаметром 90 см (но необходимо уточнять на сайте провайдера размер конкретно для вашей местности).
- Устанавливаемый на антенне усилитель-конвертер (как правило — «универсальный конвертер Ku-диапазона», работающий с линейной поляризацией, но некоторые провайдеры работают в круговой поляризации, возможно также и использование C-диапазона — проверьте на сайте провайдера).

#### DVB-карта

DVB-карта (PCI) TT-budget S-1401

Ядро спутникового Интернета. Осуществляет обработку данных, полученных со спутника, и выделение полезной информации. Существует множество различных видов карт, но наиболее известны карты семейства SkyStar. Основными отличиями DVB-карт на сегодняшний день является максимальная скорость потока данных. Также к характеристикам можно отнести возможность аппаратного декодирования сигнала, программную поддержку продукта.

#### Антенна
Существуют два типа спутниковых антенн:
- офсетные;
- прямофокусные.

Прямофокусные антенны представляют собой «блюдце» с сечением в виде окружности; приёмник расположен прямо напротив его центра. Они сложнее офсетных в настройке и требуют подъёма на угол спутника, из-за чего могут «собирать» атмосферные осадки. Офсетные антенны за счёт смещения фокуса (точки максимального сигнала) устанавливаются практически вертикально и потому проще в обслуживании. Диаметр антенны выбирается в соответствии с метеоусловиями и уровнем сигнала необходимого спутника.

#### Конвертер (LNB)
Конвертер выполняет роль первичного преобразователя, который преобразовывает СВЧ-сигнал со спутника в сигнал промежуточной частоты. В настоящее время большинство конвертеров адаптировано к длительным воздействиям влаги и УФ-лучей. При выборе конвертера, в основном, следует обратить внимание на шумовой коэффициент. Для нормальной работы стоит выбирать конвертеры со значением этого параметра в промежутке 0,25 — 0,30 dB.

#### Программное обеспечение
Существует два взаимодополняющих подхода к реализации ПО для спутникового интернета.
1. В первом случае DVB-карта используется как стандартное сетевое устройство (но работающие только на приём), а для передачи используется VPN-туннель (многие провайдеры используют PPTP («Windows VPN»), либо OpenVPN на выбор клиента, в некоторых случаях используется IPIP-туннель), есть и другие варианты. При этом в системе отключается контроль заголовков пакетов. Запросный пакет уходит на туннельный интерфейс, а ответ приходит со спутника (если не отключить контроль заголовков, система посчитает пакет ошибочным (в случае Windows — не так). Данный подход позволяет использовать любые приложения, но имеет большую задержку. Большинство доступных в СНГ спутниковых провайдеров (SpaceGate (Ителсат), Raduga-Internet, SpectrumSat) поддерживают данный метод.
2. Второй вариант (иногда используется совместно с первым): использование специального клиентского ПО, которое за счёт знания структуры протокола позволяет ускорять получение данных (например, запрашивается веб-страница, сервер у провайдера просматривает её и сразу, не дожидаясь запроса, посылает и картинки с этой страницы, считая, что клиент их всё равно запросит; клиентская часть кэширует такие ответы и возвращает их сразу). Такое программное обеспечение со стороны клиента обычно работает как HTTP и Socks-прокси. Примеры: Globax (SpaceGate + другие по запросу), Sprint (Raduga), Slonax (SatGate, ioSat).

В обоих случаях возможно «расшаривание» трафика по сети (в первом случае иногда даже можно иметь несколько разных подписок спутникового провайдера и разделять тарелку за счёт особой настройки машины с тарелкой (требуется Linux или FreeBSD, под Windows требуется программное обеспечение сторонних производителей)).
Некоторые провайдеры (SkyDSL) в обязательном порядке используют своё программное обеспечение (выполняющее роль и туннеля, и пвкКьрокси), часто также выполняющие клиентский шейпинг и не дающее расшаривать спутниковый интернет между пользователями (также не дающие возможности использовать в качестве ОС что либо отличное от Windows).

### Преимущества и недостатки одностороннего доступа
Можно выделить следующие плюсы одностороннего спутникового Интернета:
- Возможность получить высокие скорости входящего трафика там, где сети наземных операторов имеют низкую скорость и высокую цену.
- Сравнительно недорогой комплект оборудования, включающий стандартные и распространённые компоненты для ТВ-приёма.
- Большая вероятность приобрести наиболее громоздкое оборудование (антенну с опорой, кабели) в непосредственной доступности, без сложной доставки
- Более лёгкая и потому более простая в установке антенная система, чем для двустороннего доступа
- Традиционно невысокая для спутниковых услуг стоимость трафика, особенно в часы минимальной загрузки сети
- Возможность одновременного просмотра спутникового ТВ и «рыбалки со спутника»
- Простота перехода от провайдера к провайдеру — практически везде используется одинаковые протоколы и оборудование

Недостатки:
- Сильная зависимость от качества наземной сети, используемой в качестве запросного канала. Задержки и потери данных в сегменте наземной сети могут привести к снижению качества сервиса в целом.
- Сложность установки — требуется не только точное наведение антенны на спутник, но и установка и настройка программных компонент на компьютере пользователя (VPN-подключения или «ускорителей трафика»).
- Вероятность конфликта требуемых для работы одностороннего доступа приложений с другими компонентами системы (межсетевым экраном, антивирусом и т. п.)
- Сложность реализации «группового подключения» — когда к одностороннему спутниковому интернету нужно подключить домашнюю локальную сеть, с возможностью выхода в Интернет, например, смартфонов, планшетов, ноутбука и т. п.
- Сокращение рынка одностороннего доступа в последние годы. В 2012—2013 годах с рынка ушли ряд операторов — Hi-Stream, Sky-Fi, Axgate, попробовавший силы в этой области Триколор, СТВ, SatGate и другие.
- Несовместимость используемого приёмного оборудования (спутниковых плат) с адаптивными технологиями спутниковой передачи данных (ACM), делающая невозможным дальнейшее развитие технологии и услуг.

## Область применения
Основные потребители спутникового интернета — это расположенные вдали от основных транспортных магистралей небольшие населённые пункты (условно говоря «меньше 10 тысяч жителей»), отдельные домовладения, дачные посёлки, вахтовые посёлки, нефтяные платформы. То есть такие места, где скоростные наземные каналы и покрытие 3G (не говоря про 4G) отсутствуют, либо имеют низкую скорость и плотность покрытия и не могут обслужить с приемлемым качеством большое количество абонентов.
Традиционным для спутниковых провайдеров является обслуживание в основном корпоративных клиентов, таких как нефтяные и другие добывающие компании, лесопромышленные компании, репортёрские группы телекомпаний, в том числе и для прямого эфира, также научные станции во всех точках планеты. Спутниковый доступ также используется многими корпоративными пользователями как резервная сеть, не зависящая от состояния наземных каналов. Среди массовых пользователей спутниковый интернет — достаточно экзотический способ подключения, так как в большинстве случаев доступны более простые и дешёвые в установке наземные каналы.
При презентации ныне замороженного проекта РСС-ВСД Архивная копия от 2 ноября 2016 на Wayback Machine (Российская спутниковая система высокоскоростного доступа) количество потенциальных абонентов спутникового интернета в России оценивалось в 2 млн человек. Причём услуги спутникового интернета востребованы не только в отдалённых районах, но и в западных областях России, включая даже Подмосковье (где спутниковые подключения используются в основном на дачах).
В 2015 году стал доступен Ка-диапазон на Экспресс-АМ5, в 2016 году — на Экспресс-АМ6 и Экспресс-АМУ1. Ограничением для использования Ka-диапазона в России на данный момент является зона покрытия, приходящаяся прежде всего на те области, где доступны и другие виды подключения.
С начала 2013 года несколько операторов запустили массовые услуги двустороннего спутникового интернета в Ku-диапазоне. При использовании операторами спутников Ямал-401, Ямал-402, Экспресс-АМ7, Экспресс-АМ6, Экспресс-АМ5 в Ku-диапазоне включает практически всю территорию России, при этом стоимость типичного комплекта оборудования для Ku-диапазона составляет от 14 до 40 тыс. руб, используются антенны размером 75-90 см. Тарифы на новые услуги спутникового интернета Ku-диапазоне выше, чем в Ka, но уже сравнимы (а в некоторых случаях ниже), с односторонним доступом. Достаточно компактные антенны также делают эти сервисы привлекательными для массовой установки.